# Christian Bäckman
Christian Rune Bäckman (Alingsås, 28 aprile 1980) è un ex hockeista su ghiaccio svedese.

## Palmarès

### Olimpiadi
- Oro a Torino 2006.

### Mondiali
- Argento a Praga 2004.
- Bronzo a Germania 2010.